# PDP-8

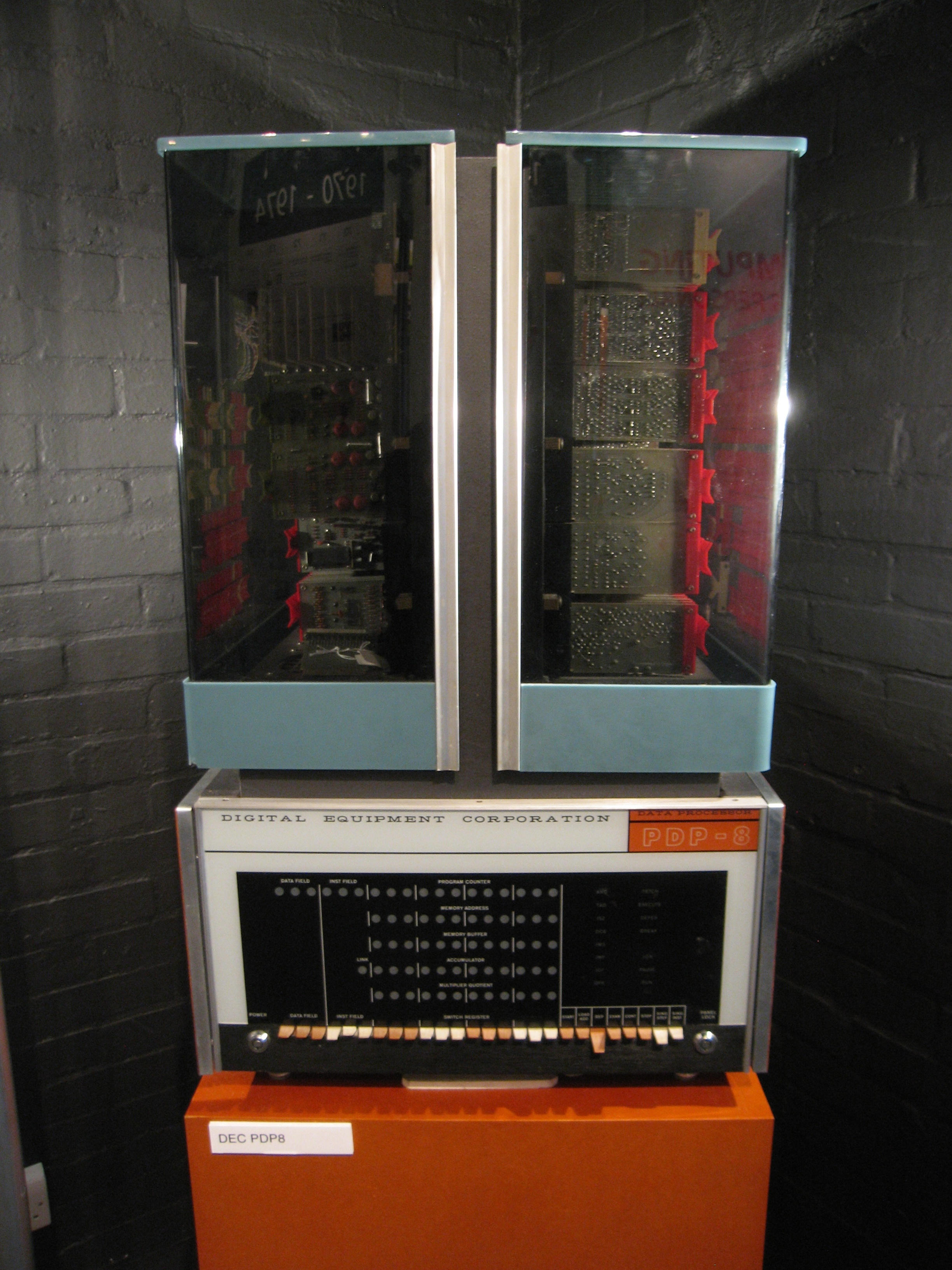
PDP-8 a Bletchley Park

El PDP-8 és una família de miniordinadors de 12 bits produït per Digital Equipment Corporation (DEC). Va ser el primer miniordinador amb èxit comercial, amb més de 50.000 unitats venudes al llarg de la vida útil del model. El seu disseny bàsic segueix el LINC pioner però té un conjunt d'instruccions més petit, que és una versió ampliada del conjunt d'instruccions PDP-5. Màquines similars de DEC són el PDP-12, que és una versió modernitzada dels conceptes PDP-8 i LINC, i el sistema de controlador industrial PDP-14.

## Visió general
El primer model PDP-8, conegut informalment com a "Straight-8", es va presentar el 22 de març de 1965 amb un preu de 18.500 $ (equivalent to about $170,000 el 2022 [3]). Va utilitzar la lògica de díode-transistor empaquetada en targetes de xip giratòria en una màquina de la mida d'una petita nevera domèstica. Va ser el primer ordinador que es va vendre per menys de 20.000 dòlars, convertint-lo en l'ordinador més venut de la història en aquell moment. El Straight-8 va ser suplantat el 1966 pel PDP-8/S, que estava disponible en models d'escriptori i de muntatge en bastidor. L'ús d'una unitat lògica aritmètica en sèrie (ALU) d'un bit va permetre que el PDP-8/S fos més petit i menys costós, encara que més lent que el PDP-8 original. Un 8/S bàsic es va vendre per menys de 10.000 dòlars, la primera màquina que va assolir aquesta fita.
Els sistemes posteriors (el PDP-8/I i /L, el PDP-8/E, /F i /M i el PDP-8/A) van tornar a una implementació més ràpida i totalment paral·lela, però utilitzen lògica de transistors (TTL) MSI. La majoria dels PDP-8 supervivents són d'aquesta època. El PDP-8/E és comú i ben considerat perquè hi havia molts tipus de dispositius d'E/S disponibles. Els últims models comercials PDP-8 introduïts el 1979 s'anomenen "CMOS-8s", basats en microprocessadors CMOS. No tenien un preu competitiu i l'oferta va fracassar. Intersil va vendre els circuits integrats comercialment fins al 1982 com a família Intersil 6100. En virtut de la seva tecnologia CMOS tenien uns requisits d'energia baixos i s'utilitzaven en alguns sistemes militars integrats.
L'enginyer en cap que va dissenyar la versió inicial del PDP-8 va ser Edson de Castro, que més tard va fundar Data General.

## Importància arquitectònica
El PDP-8 combina baix cost, simplicitat, capacitat d'expansió i una enginyeria acurada per valor. La importància històrica més gran va ser que el baix cost i el gran volum del PDP-8 van fer que un ordinador estigui disponible per a molts nous clients per a molts nous usos. La seva importància continuada és com a exemple històric de disseny d'ordinadors dissenyat per valors.

## Descripció
El PDP-8 va utilitzar idees de diversos predecessors de 12 bits com el LINC dissenyat per WA Clark i CE Molnar, que es van inspirar en el miniordinador CDC 160 de Seymour Cray.
El PDP-8 utilitza 12 bits per a la mida de la paraula i l'aritmètica (en nombres enters sense signe de 0 a 4095 o enters amb signe de -2048 a +2047). Tanmateix, el programari pot fer aritmètica de precisió múltiple. Hi havia disponible un intèrpret per a operacions de coma flotant, per exemple, que utilitza una representació de coma flotant de 36 bits amb un significat de dues paraules (24 bits) (mantissa) i un exponent d'una paraula. Subjecte a les limitacions de velocitat i memòria, el PDP-8 pot realitzar càlculs similars als ordinadors electrònics contemporanis més cars, com l'IBM 1130 i diversos models de l'IBM System/360, alhora que és més fàcil d'interconectar amb dispositius externs.
L'espai d'adreces de memòria també és de 12 bits, de manera que la configuració bàsica del PDP-8 té una memòria principal de 4.096 (212) paraules de dotze bits, o 6 kB en termes moderns. Una unitat d'expansió de memòria opcional pot canviar els bancs de memòries mitjançant una instrucció IOT. La memòria és una memòria de nucli magnètic amb un temps de cicle d'1,5 microsegons (0,667 MHz), de manera que una instrucció de referència de memòria de dos cicles (Fetch, Execute) s'executa a una velocitat de 0,333 MIPS. La targeta de referència de butxaca de 1974 per al PDP-8/E ofereix un temps d'instrucció bàsic d'1,2 microsegons, o 2,6 microsegons per a instruccions que fan referència a la memòria.
Les instruccions PDP-8 tenen un codi operatiu de tres bits, de manera que només hi ha vuit instruccions. L'assemblador proporciona més mnemotècniques d'instruccions a un programador mitjançant la traducció d'instruccions d'E/S i de mode d'operació a combinacions de codis operatius i camps d'instruccions. També té només tres registres visibles pel programador: un acumulador de 12 bits (AC), un comptador de programes (PC) i un indicador de transport anomenat "registre d'enllaç" (L).
Per a l'entrada i la sortida, el PDP-8 té una única interrupció compartida per tots els dispositius, un bus d'E/S al qual s'accedeix les instruccions d'E/S i un canal d'accés directe a la memòria (DMA). El bus d'E/S programat normalment funciona amb perifèrics de baixa i mitjana velocitat, com ara impressores, teletips, perforadors de cinta de paper i lectors, mentre que el DMA s'utilitza per a pantalles de tubs de raigs catòdics amb un bolígraf, convertidors d'analògic a digital, digitals. convertidors -a analògic, unitats de cinta i unitats de disc.